# You Spin Me Round (Like a Record)
 (mars 2012).
Si vous disposez d'ouvrages ou d'articles de référence ou si vous connaissez des sites web de qualité traitant du thème abordé ici, merci de compléter l'article en donnant les références utiles à sa vérifiabilité et en les liant à la section « Notes et références ».
You Spin Me Round (Like a Record) est une chanson du groupe britannique Dead or Alive sortie en 1984 sur l'album Youthquake (en).

## Dans la culture populaire
Elle est également présente dans les films Narco (2004), en version « chipmunk » sur la bande originale du film Alvin et les Chipmunks 2 (2009), dans Pride (2014) ou encore Rock'n Roll (2017).
On peut voir brièvement le clip de la chanson dans le premier épisode de la série télévisée allemande Dark (2017). La chanson elle-même est entendue ensuite à plusieurs reprises au cours de la série.
La chanson est utilisée dans le film d'animation Astérix : Le Secret de la potion magique (2018) à deux reprises, lors des crédits d'introduction et durant le combat final.
Elle apparait également dans le quatrième épisode de la série télévisée japonaise The Naked Director (2019) ainsi que dans l'épisode 2 de la saison 4 de la série Stranger Things diffusée en 2022. 
La publicité de E.Leclerc « Ce n'est pas si facile » utilise la chanson à partir du début d’année 2020.
La chanson est aussi connue pour ses apparitions récurrentes dans des YouTube Poop, souvent dans une situation en connotation avec son titre (« spin » signifiant « tourner »).

## Reprises
You Spin Me Round (Like a Record) a été reprise plusieurs fois, entre autres, par Dope en 1999.
La chanteuse Jessica Simpson a également repris ce titre pour la sortie de son album A Public Affair en 2006. Sa version, sortie en single digital début 2007, atteint la 9e place du Billboard Hot 100. 
You Spin Me Round (Like a Record) fut réinterprétée par Indochine en 2008.
Le titre est samplé dans Right Round (2009) de Flo Rida.